# Přežít svůj život
Přežít svůj život je film Jana Švankmajera z roku 2010. Je tvořen animací fotografií herců i hranými částmi. Animace fotografií využívá toho, že herci před natáčením namluvili samohlásky a slabiky a ke každé vznikla zvláštní fotografie. Stejně tak prostředí, ve kterém se odehrává děj filmu, je vytvořeno animovanými fotografiemi.
Dějem filmu by měl být příběh muže, který žije dva životy – jeden v realitě a druhý ve snu.
Scénář Švankmajer napsal ovlivněný svými sny, původně byl ale psán pro hraný film.
O výrobě filmu byl natočen krátký dokument Přešít svůj sen.
Film měl premiéru na Benátském filmovém festivalu 10. září 2010.

## Obsazení
| Václav Helšus    | Evžen/Milan    |
| Klára Issová     | Evženie        |
| Zuzana Kronerová | Milada         |
| Daniela Bakerová | MUDr. Holubová |
| Emília Došeková  | superego       |
| Marcel Nemec     | kolega         |
| Jan Počepický    | antikvář       |
| Jana Oľhová      | prostitutka    |
| Pavel Nový       | domovník       |
| Karel Brožek     | šéf            |
| Miroslav Vrba    | Fikejz         |

## Recenze
- Jaroslav Sedláček, Kinobox.cz, 2. listopadu 2010   Archivováno 4. 11. 2010 na Wayback Machine.
- Jaroslav Sedláček, Czinema.cz, 14. října 2010  [nedostupný zdroj]
- Adam Fiala, Moviescreen.cz, 30. října 2010
- František Fuka, FFFilm, 3. listopadu 2010
- Kamil Fila, Aktuálně.cz, 24. listopadu 2010
- Jan Gregor, Respekt, 45/2010, 8. listopadu 2010: s. 60